# لجنة البرلمان الأوروبي للتنمية
لجنة التنمية (بالفرنسية: Commission du développement)‏ وتعرف اختصاراً بـ DEVE هي لجنة تابعة للبرلمان الأوروبي مسؤولة عن تعزيز وتنفيذ ومراقبة سياسة التنمية والتعاون للاتحاد الأوروبي، ولا سيما المحادثات مع البلدان النامية والمساعدات المقدمة إلى الدول النامية وتعزيز قيم الديمقراطية والحكم الرشيد وحقوق الإنسان في الدول النامية.

## قائمة رؤساء اللجنة
| الرئيس | الرئيس         | بداية المدة | نهاية المدة | الكتلة السياسية | الكتلة السياسية | الدولة          |
| ------ | -------------- | ----------- | ----------- | --------------- | --------------- | --------------- |
|        | ميشال روكار    | 1997        | 1999        |                 | S&D             | فرنسا           |
|        | جوزيب بوريل    | 2007        | 2009        |                 | S&D             | إسبانيا         |
|        | إيفا جولي      | 2009        | 2014        |                 | Greens/EFA      | فرنسا           |
|        | ليندا ماكافان ‏ | 2014        | 2019        |                 | S&D             | المملكة المتحدة |
|        | توماس توبي ‏    | 2019        | شاغل المنصب |                 | EPP             | السويد          |